# Frederiksbroen (ved Immervad)
 For alternative betydninger, se Frederiksbroen. (Se også artikler, som begynder med Frederiksbroen)
Frederiksbroen eller Frederiks Bro i Aarhus ligger ved Immervad. Det var den første bro, der blev bygget over Aarhus Å.
Hvornår Frederiks Bro blev bygget er uklart, men da Brobjerg blev bebygget på sydsiden af åen i 1400-tallet eksisterede broen, og måske også længe før det. 
Tidligere er broen blevet kaldt Brobjerg Bro og fra 1600-tallet til 1824 Basballebroen, opkaldt efter den fremtrædende borgerfamilie Basballe, som havde en gård ved Immervad. 
I 1824 blev gaden op ad Brobjerg døbt Frederiksgade opkaldt efter Frederiks VI, som besøgte Aarhus. Ved samme lejlighed fik Fredriks Bro sit navn.
I dag kendes Frederiksbroen som broen på Frederiks Allé, der strækker sig over banelegemerne.